# The Power of Good-Bye
The Power of Good-Bye (englisch für „Die Kraft des Abschieds“) ist ein Lied der US-amerikanischen Popsängerin Madonna aus dem Jahr 1998.

## Entstehung und Veröffentlichung
Das Lied wurde von der Sängerin selbst, zusammen mit dem Koautoren Rick Nowels, getextet beziehungsweise komponiert. Madonna zeichnete zudem mit Patrick Leonard und William Orbit für die Produktion verantwortlich.
Die Erstveröffentlichung von The Power of Good-Bye erfolgte als Teil von Madonnas siebten Studioalbum Ray of Light am 22. Februar 1998 bei Maverick. Am 22. September 1998 erschien das Lied erstmals als vierte Singleauskopplung aus dem Album. Diese erschien unter anderem als 2-Track-CD-Single mit der B-Seite Mer Girl.

## Inhalt
The Power of Good-Bye schrieb Madonna für den Schauspieler Sean Penn, den sie 1985 geheiratet hatte. Der Liedtext handelt von einem Empowerment und darum, sich von etwas zu lösen, das einem nicht gut tut. Zum Lied wurden ein Musikvideo von Regisseur Matthew Rolston mit Madonna und dem kroatischen Schauspieler Goran Višnjić gedreht. Im Oktober 2009 veröffentlichte Madonna den Titel auf der Videoplattform YouTube und konnte über 89 Millionen Aufrufe erzielen.

## Rezeption

### Charts und Chartplatzierungen
| ChartsChartplatzierungen       | Höchstplatzierung | Wochen |
| ------------------------------ | ----------------- | ------ |
| Deutschland (GfK)              | 4 (14 Wo.)        | 14     |
| Österreich (Ö3)                | 4 (12 Wo.)        | 12     |
| Schweiz (IFPI)                 | 8 (16 Wo.)        | 16     |
| Vereinigtes Königreich (OCC)   | 6 (13 Wo.)        | 13     |
| Vereinigte Staaten (Billboard) | 11 (19 Wo.)       | 19     |

| ChartsJahrescharts (1998) | Platzierung |
| ------------------------- | ----------- |
| Deutschland (GfK)         | 79          |

| ChartsJahrescharts (1999) | Platzierung |
| ------------------------- | ----------- |
| Deutschland (GfK)         | 89          |

### Auszeichnungen für Musikverkäufe
| Land/Region                  | Auszeichnungen für Musikverkäufe (Land/Region, Auszeichnung, Verkäufe) | Verkäufe |
| ---------------------------- | ---------------------------------------------------------------------- | -------- |
| Deutschland (BVMI)           | Gold                                                                   | 250.000  |
| Österreich (IFPI)            | Gold                                                                   | 25.000   |
| Schweden (IFPI)              | Gold                                                                   | 15.000   |
| Vereinigtes Königreich (BPI) | Silber                                                                 | 200.000  |
| Insgesamt                    | 1× Silber · 3× Gold ·                                                  | 490.000  |

Hauptartikel: Madonna (Künstlerin)/Auszeichnungen für Musikverkäufe